# Zhang Meiling
Zhang Meiling (11 de març de 1985) és una esportista xinesa que va competir en judo, guanyadora d'una medalla de bronze al Campionat Asiàtic de Judo de 2011 en la categoria de –78 kg.

## Palmarès internacional
| Campionat Asiàtic | Campionat Asiàtic               | Campionat Asiàtic | Campionat Asiàtic |
| Any               | Lloc                            | Medalla           | Categoria         |
| ----------------- | ------------------------------- | ----------------- | ----------------- |
| 2011              | Abu Dabi ( Emirats Àrabs Units) | 3                 | –78 kg            |